# Superliga de Kosovo 2006-07
La Superliga de Kosovo 2006-07  fue la 8.ª edición del campeonato de fútbol de primer nivel en Kosovo la temporada comenzó el 19 de agosto de 2006 y terminó el 24 de junio de 2007. El campeón fue el KF Besa.

## Sistema de competición
Un total de 16 equipos participaron entre sí todos contra todos 2 veces, totalizando 30 fechas. Al final de la temporada el primer clasificado se proclamó campeón. por otro lado los tres últimos clasificados descendieron a la Liga e Parë.

## Tabla de posiciones
| Pos. | Equipo          | PJ | PG | PE | PP | GF | GC | Pts     |
| ---- | --------------- | -- | -- | -- | -- | -- | -- | ------- |
| 1.   | Besa            | 30 | 21 | 4  | 5  | 72 | 28 | 67      |
| 2.   | Prishtina       | 30 | 18 | 7  | 5  | 60 | 26 | 61      |
| 3.   | Trepça'89       | 30 | 17 | 5  | 8  | 54 | 28 | 56      |
| 4.   | Drenica         | 30 | 13 | 7  | 10 | 52 | 47 | 46      |
| 5.   | KEK-u           | 30 | 13 | 4  | 13 | 53 | 43 | 43      |
| 6.   | Hysi            | 30 | 12 | 7  | 11 | 42 | 39 | 43      |
| 7.   | Flamurtari      | 30 | 12 | 7  | 11 | 40 | 37 | 43      |
| 8.   | Kosova Vushtrri | 30 | 12 | 5  | 13 | 49 | 43 | 41      |
| 9.   | Shqiponja       | 30 | 12 | 5  | 13 | 49 | 43 | 41      |
| 10.  | Gjilani         | 30 | 11 | 7  | 12 | 35 | 43 | 40      |
| 11.  | Vëllaznimi      | 30 | 11 | 6  | 13 | 44 | 43 | 39      |
| 12.  | Trepça          | 30 | 10 | 9  | 11 | 39 | 41 | 39      |
| 13.  | Besiana         | 30 | 12 | 3  | 15 | 35 | 55 | 39      |
| 14.  | Liria           | 30 | 10 | 8  | 12 | 41 | 49 | 35 (-3) |
| 15.  | Ferizaj         | 30 | 7  | 7  | 16 | 23 | 55 | 28      |
| 16.  | Kosova          | 30 | 1  | 3  | 26 | 25 | 92 | 6       |

|  | Campeón    |
|  | Descendido |